# 佟柔
佟柔（1921年—1990年），男，满族，奉天（今辽宁）北镇人，中国民法学家，曾任中国人民大学教授、博士生导师。